# كريستن مولر
كريستن مولر هو لاعب رماية دنماركي، ولد في 17 مارس 1884 في آلبورغ في الدنمارك، وتوفي في 12 فبراير 1981 في كوبنهاغن في الدنمارك.

## وصلات خارجية
- كريستن مولر على موقع أوليمبيديا (الإنجليزية)